# Harry Turtledove
Harry Norman Turtledove (ur. 14 czerwca 1949) – amerykański historyk i autor powieści historycznych, fantasy i science fiction, najbardziej znany z utworów należących do gatunku historii alternatywnej. Publikował także pod pseudonimami Eric G. Iverson i H.N. Turtletaub.

## Życiorys
Urodził się 14 czerwca 1949 w Los Angeles w rodzinie żydowskiej. Zaczął studia na Caltech, gdzie oblał pierwszy rok, po czym rozpoczął studia na UCLA, gdzie w 1977 obronił pracę doktorską z historii Bizancjum. W 1979 r. wydał dwie pierwsze powieści, Wereblood i Werenight, pod pseudonimem Eric G. Iverson. Turtledove wyjaśnił później, że jego redaktor uznał, że ludzie nie uwierzą, że "Turtledove" to prawdziwe nazwisko autora i że powinien użyć bardziej nordyckiego nazwiska. Pisał pod nazwiskiem Iverson do roku 1985, kiedy opublikował Herbig-Haro i And So to Bed pod własnym nazwiskiem. Inny z jego wczesnych pseudonimów to Mark Gordian. Niedawno Turtledove zaczął również publikować powieści historyczne pod pseudonimem H.N. Turtletaub.
Otrzymał Nagrodę HOMera za opublikowane w 1990 r. opowiadanie Designated Hitter, Nagrodę Johna Estena Cooka za Guns of the South (1993) i Nagrodę Hugo za Down in the Bottomlands (1994). Opowiadanie Must and Shall otrzymało w roku 1996 nominację do Hugo, Nebuli oraz wyróżnienie w Sidewise Award for Alternate History, podobnie jak The Two Georges (1995 i seria Wojna światów (1996). W 1998 otrzymał Sidewise Award for Alternate History za powieść How Few Remain, zaś w 2003 za Ruled Britannia.

## Życie prywatne
Jego żoną jest Laura Frankos, pisarka science fiction, siostra pisarza fantasy Stevena Frankosa. Ma trzy córki: Alison, Rachel i Rebeccę. W latach 1986–1987 był skarbnikiem Science Fiction Writers of America.

## Publikacje

### Elabon
- Wereblood (1979) – jako Eric Iverson
- Werenight (1979) – jako Eric Iverson
- Prince of the North (1994)
- King of the North (1996)
- Fox and Empire (1998)

### Videssos
Cykl fantasy o świecie podobnym do historycznego Bizancjum
- Cykl Legion
  - Zaginiony legion (The Misplaced Legion, 1987, 1995 w Polsce)
  - Imperator legionu (An Emperor for the Legion, 1987, 1995)
  - Legion Videssos (''The Legion of Videssos, 1987, 1995)
  - Miecze legionu (''The Swords of the Legion, 1987, 1995)
- Cykl Tale of Krispos
  - Droga do tronu (Krispos Rising, 1991, 1996w Polsce)
  - Krispos z Videssos (Krispos of Videssos, 1991, 1996)
  - Krispos imperator (Krispos the Emperor, 1994, 1996)
- Cykl Time of Troubles
  - The Stolen Throne (1995)
  - Hammer and Anvil (1996)
  - The Thousand Cities (1997)
  - Videssos Besieged (1998)
- The Bridge of the Separator (2005)

### CyklWojna światówiKolonizacja
Inwazja obcych podczas drugiej wojny światowej.
- Tetralogia Wojna światów
  - W równowadze (In the Balance, 1994, 1997 w Polsce)
  - Tilting the Balance (1995)
  - Upsetting the Balance (1996)
  - Striking the Balance (1996)
- Trylogia Kolonizacja
  - Second Contact (1999)
  - Down to Earth (2000)
  - Aftershocks (2001)
- Homeward Bound (2004)

### CyklSouthern Victory
Alternatywna historia, gdzie to południe wygrało wojnę secesyjną.
- How Few Remain (1997)
- Trylogia Great War
  - American Front (1998)
  - Walk in Hell (1999)
  - Breakthroughs (2000)
- Trylogia American Empire
  - Blood and Iron (2001)
  - The Center Cannot Hold (2002)
  - The Victorious Opposition (2003)
- Trylogia Settling Accounts
  - Return Engagement (2004)
  - Drive to the East (2005)
  - The Grapple (2006)
  - In at the Death (2007)

### CyklDarkness
- Into the Darkness (1999)
- Darkness Descending (2000)
- Through the Darkness (2001)
- Rulers of the Darkness (2002)
- Jaws of the Darkness (2003)
- Out of the Darkness (2004)

### CyklWar Between the Provinces
- Sentry Peak (2000)
- Marching Through Peachtree (2001)
- Advance and Retreat (2002)

### CyklSostrates & Menedemos
Powieści historyczne wydane pod pseudonimem H.N. Turteltaub.
- Over the Wine-Dark Sea (2001)
- The Gryphon's Skull (2002)
- The Sacred Land (2003)
- Owls to Athens (2004)

### CyklCrosstime Traffic
- Gunpowder Empire (2003)
- Curious Notions (2004)
- In High Places (2006)
- The Disunited States of America (2006)
- The Gladiator (2007)
- The Valley-Westside War (2008)

### CyklPacific War
- Days of Infamy (2004)
- End of the Beginning (2005)

### CyklThe Atlantis
- Opening Atlantis (2007)
- United States of Atlantis (2008)
- Liberating Atlantis (2009)
- Atlantis and Other Places (2010) – zawiera opowiadania "Audubon in Atlantis" i "The Scarlet Band".

### CyklThe Gap
- Beyond the Gap (2007)
- Breath of God (2008)
- The Golden Shrine (2009)

### CyklThe War That Came Early
Alternatywna historia II wojny światowej, która wybuchła o rok wcześniej. Na chwilę obecną zaplanowane jest powstanie 6 tomów tego cyklu.
- Hitler's War (2009)
- West and East (2010)
- The Big Switch (2011)
- Coup d'Etat (2012)
- Two Fronts (w zapowiedziach)

### CyklSupervolcano
Erupcja superwulkanu w parku Yellowstone powoduje katastrofalne zmiany na terenie USA.
- Supervolcano: Eruption (2011)
- Supervolcano: All Fall Down (2012)
- Supervolcano: Book III (2013)

### Inne książki
- Agent of Byzantium (1987) Mahomet przyjmuje chrześcijaństwo i islam nigdy nie powstaje
- A Different Flesh (1988)
- Noninterference (1988)
- Kaleidoscope (1990)
- A World of Difference (1990)
- Earthgrip (1991)
- The Guns of the South (1992)
- The Case of the Toxic Spell Dump (1993)
- Departures (1993) – zbiór opowiadań
- Down in the Bottomlands (1993)
- The Two Georges (1995)
- Thessalonica (1997)
- Between the Rivers (1998)
- Justinian (1998) – pod pseudonimem H.N. Turteltaub
- Household Gods (1999)
- Counting Up, Counting Down (2002) – zbiór opowiadań
- Ruled Britannia (2002)
- Conan of Venarium (2003)
- In the Presence of Mine Enemies (2003)
- Every Inch a King (2005)
- Fort Pillow (2006)
- The Man with the Iron Heart (2008)
- After the Downfall (2008)